# Vogelschutzgebiet Luerwald und Bieberbach
Vogelschutzgebiet Luerwald und Bieberbach este o arie protejată (arie de protecție specială avifaunistică — SPA) din Germania întinsă pe o suprafață de 2.633,55 ha, integral pe uscat.

## Localizare
Centrul sitului Vogelschutzgebiet Luerwald und Bieberbach este situat la coordonatele 51°28′27″N 7°53′26″E / 51.4742°N 7.8906°E.

## Înființare
Situl Vogelschutzgebiet Luerwald und Bieberbach a fost declarat arie de protecție specială avifaunistică în decembrie 2004 pentru a proteja 11 specii de animale.

## Biodiversitate
Situată în ecoregiunea continentală, aria protejată nu include niciun habitat protejat.
La baza desemnării sitului se află mai multe specii protejate de  păsări (11): pescăruș albastru (Alcedo atthis), barză neagră (Ciconia nigra), cristeiul de câmp (Crex crex), ciocănitoarea de stejar (Dendrocopos medius), ciocănitoare neagră (Dryocopus martius), ciuvică (Glaucidium passerinum), sfrâncioc roșiatic (Lanius collurio), gaia neagră (Milvus migrans), gaia roșie (Milvus milvus), viespar (Pernis apivorus), ciocănitoare verzuie (Picus canus).